# پادینگتون
پادینگتون (به انگلیسی: Podington) یک روستا و محله مدنی در بریتانیا است که در Bedford واقع شده‌است. پادینگتون ۴۳۵ نفر جمعیت دارد.